# História de El Salvador

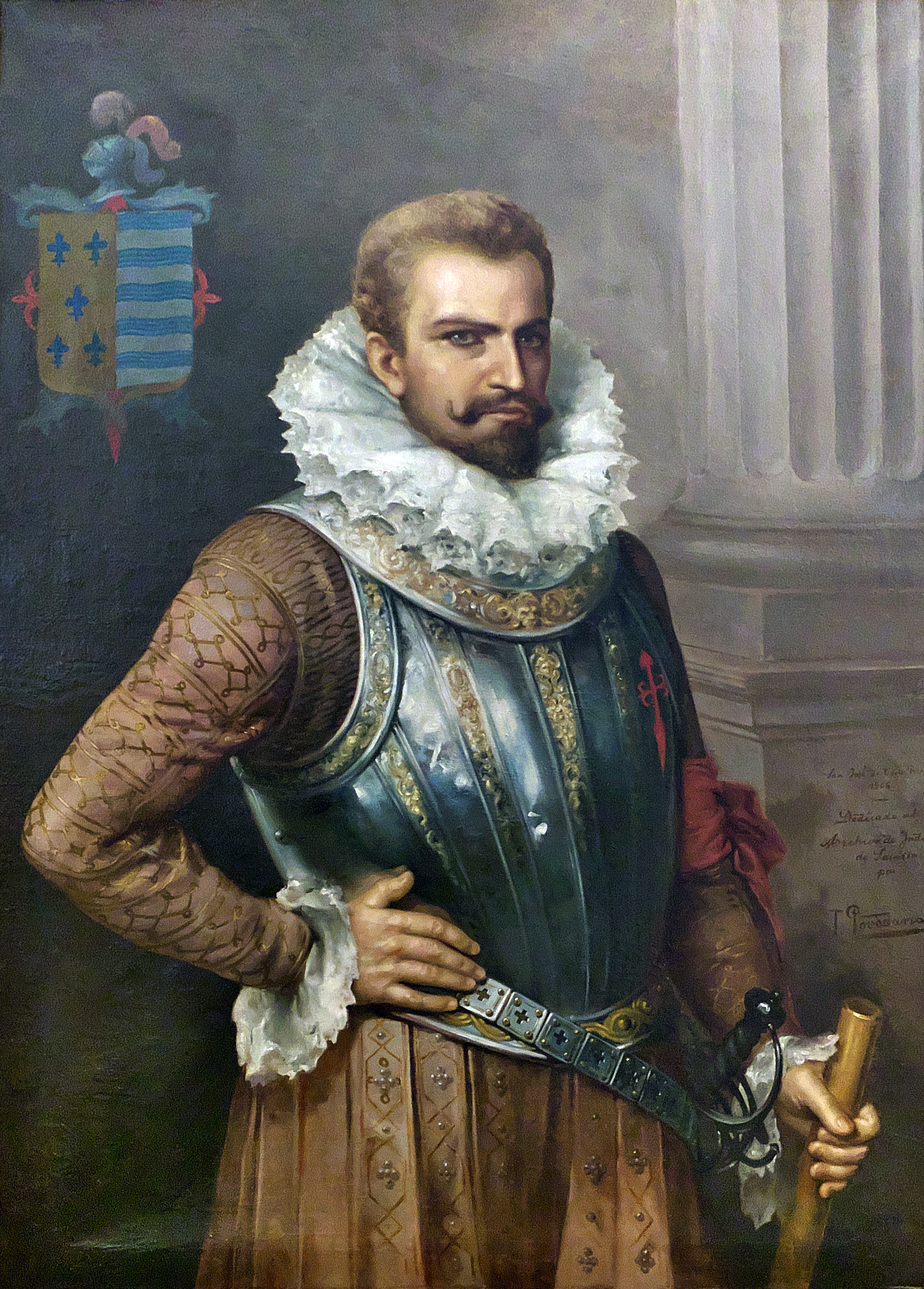
O conquistador espanhol Pedro de Alvarado.

Embora de origem desconhecida, os grupos indígenas que habitaram o território hoje correspondente a El Salvador, possuíam civilização avançada. Os pipiles, o mais importante dos três grupos que habitaram a região no século XV, tinham sua capital em Cuzcatlán. A parte ocidental de El Salvador era habitada pelos maias já há alguns séculos antes da chegada dos conquistadores espanhóis.
El Salvador foi descoberto por Andrés Niño, piloto da expedição de Gil González Dávila à Nicarágua (1522). Em 1524, os espanhóis chegaram ao país, comandados por Pedro de Alvarado, representante de Hernán Cortés. Após ocuparem Cuzcatlán por breve período, fundaram San Salvador em 1525 e subjugaram os pipiles. San Salvador integrou a província da Guatemala, fundada a leste do rio Lempa, em 1530. Só foi elevada à categoria de intendência em 1786, subordinada ao governo guatemalteca.

## Independência
Durante o período colonial, a região fazia parte do vice-reinado da Nova Espanha, mas estava sujeita à jurisdição do comandante-geral estabelecido na cidade de Guatemala (Capitania Geral da Guatemala). San Salvador desempenhou importante papel no rápido processo de evolução política por que passou a América Central entre 1811 e 1840. O primeiro movimento de independência em relação à Espanha ocorreu na região ocorreu na intendência de San Salvador, liderado pelo padre José Matias Delgado e seu sobrinho Manuel Arce, em novembro de 1818 Essa tentativa e outra verificada em 1814 fracassaram. A proclamação de independência da Guatemala, em 15 de setembro de 1821, suscitou a adesão de El Salvador. Mas em fevereiro de 1823, as forças mexicanas lideradas por Agustín de Iturbide ocuparam o país. Poucos meses depois ocorreu a queda de Iturbide, e a 11 de julho do mesmo ano foi proclamada, na Guatemala, a independência das Federação das Províncias Unidas da América Central (com Guatemala, Honduras, Nicarágua e Costa Rica), que teve Arce como seu primeiro presidente. Por duas vezes, em 1832 e 1833, El Salvador tentou separar-se. A união foi extinta em 1839, e Francisco Morazán, segundo e último presidente, teve de abandonar o país. El Salvador tornou-se uma república independente.

## República
Em janeiro de 1841 foi proclamada a república de El Salvador, e durante mais de quarenta anos a instabilidade política predominou no país. Conflitos internos entre liberais e conservadores, e uma série de choques nas fronteiras com os vizinhos, retardaram o desenvolvimento durante o século XIX. No começo do século XX, os conservadores ganharam influência política e a presidência permaneceu em mãos de famílias da elite como se fosse seu patrimônio pessoal. As agitações diminuíram durante as administrações de Francisco Durante (1836-1871) e de Rafael Zaldívar (1876-1885). A primeira parte do século XX foi um período de relativa estabilidade e a economia obteve progressos consideráveis. Entre os anos de 1885 e 1931, a sucessão presidencial tornou-se mais regular, em parte devido à estabilidade econômica proporcionada pelo aumento das exportações de café, e também em decorrência da menor freqüência de conflitos na região. O país jamais conheceu a democracia, pois cada presidente escolhia seu sucessor entre parentes e amigos.

## Ditaduras militares

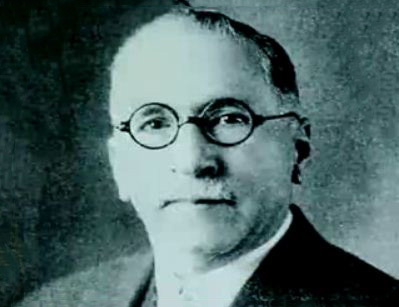
Dr. Pío Romero Bosque (1927-1931).

A história de El Salvador no século XX foi regida por uma série de presidentes militares. Após a presidência do doutor Pío Romero Bosque (1927-1931), nenhum candidato obteve a maioria dos votos populares para se tornar seu sucessor. O Congresso então escolheu Arturo Araujo, líder do Partido Trabalhista, que tivera pouco menos de 50 por cento do total de votos.
Araújo toma posse da Presidência da República em 1º de março de 1931, em meio de circunstâncias extremamente difíceis no plano econômico, em razão da crise de 1929, e em pleno desenvolvimento de grandes batalhas populares, sobretudo no campo, além da adversão franca da burguesia cafeeira e dos fazendeiros, setores que lhe negam seus quadros para formar gabinete. A baixa nos preços dos cereais leva à fome e ao desespero os pequenos camponeses minifundistas e arrendatários. Os funcionários públicos, inclusive os militares, não recebem seus salários pois os cofres fiscais estão vazios. Muitos funcionários e empregador, pressionados pela oligarquia, renunciam a seus cargos, o que torna pesado o funcionamento do aparato estatal em razão da improvização de novos e inexperientes burocratas. A luta dos trabalhadores no campo é duramente reprimida pelo Ministro da Guerra, general Martínez. O regime, que inicialmente gozava de apoio das massas, logo se desprestigia, tornando-se impopular.

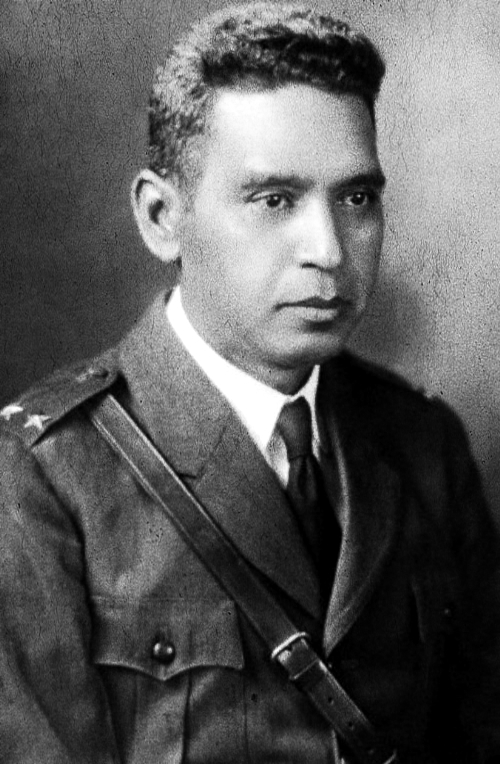
Maximiliano Hernández Martínez.

O governo é deposto em 2 de dezembro de 1931 por um golpe militar chefiado pelo vice-presidente e ministro da guerra Maximiliano Hernández Martínez, com uma fração mínima da oligarquia cafeeira. Hernández Martínez assume o poder, governando despoticamente e realizando execuções em massa. O ditador se manteve no poder até 1944, e adotou medidas enérgicas, como o estabelecimento de novo sistema monetário, organização de um banco nacional, controle estatal da comercialização do café e complementação da Rodovia Pan-americana.
Uma revolta popular, em 2 de abril de 1944, fracassa. Os julgamentos terminam em fuzilamento, provocando indignação extrema em todas as camadas da sociedade. Os estudantes universitários, expoentes fiéis dos interesses da pequena burguesia e grupos médios em geral, decidem declarar-se em greve, condicionando o fim da mesma à queda do ditador. A greve estudantil deflagra um movimento popular de greve geral, a "greve dos braços caídos", que obriga Martínez a renunciar à presidência e deixar o país.
Acelera-se um processo eleitoral viciado, sendo vencedor o general Salvador Castañeda de Castro, empossado em 1º de março de 1945. O regime de governo do general Castañeda Castro, expressão dos interesses cafeeiros, é a continuação do martinato, apesar da promulgação de algumas leis de trabalho e da criação de instituições, como "Melhoramento Social", supostamente dedicadas a solucionar alguns problemas populares. Castañeda Castro governou até 14 de dezembro de 1948, sendo deposto por uma junta militar.

O Conselho de Governo Revolucionário, integrado por 2 (dois) civis e 3 (três) militares, assumiu o poder, obtendo apoio popular maciço com programas de reformas e justiça social que promete cumprir. Foi criado um partido oficial, o Partido Revolucionário de Unificação Democrática (PRUD), que elegeu o presidente seguinte, o major Óscar Osorio, que governou de 1950 a 1956, proporcionando ao país uma fase de considerável progresso (hidrelétrica do rio Lempa, asfaltamento da Rodovia Pan-americana). Osorio não teve dificuldade em fazer seu sucessor, o tenente-coronel José María Lemus, que continuou a política do antecessor. Tanto Oscar Osorio, quanto José M. Lemos mostraram-se um tanto simpáticos às extremamente necessárias reformas sociais e foram mantidos em xeque por seus colegas militares mais conservadores, em comum acordo com as oligarquias civis.
José M. Lemos foi derrubado em 26 de outubro de 1960 por novo golpe de Estado, do qual participaram setores burgueses, pequeno-burgueses e a esquerda, e substituído por uma Junta de Governo integrada por 3 (três) civis e 3 (três) militares. A junta expressa tendências heterogêneas, não se propondo a realizar mudanças estruturais, mas apenas restabelecer a legalidade, promovendo eleições livres. O conflito entre as forças populares e a oligarquia se acentua e, em 25 de janeiro de 1961, graças a um golpe de Estado, a Junta de Governo cedeu lugar a outra junta, o Diretório Militar, de feição nitidamente pró-americana, justificando seus atos com apoio no recurso do anticomunismo.
Esta pôs na ilegalidade os partidos de orientação esquerdista, e criou, em 1962, uma constituinte em que a totalidade dos deputados pertencia ao novo Partido de Conciliação Nacional. Foi eleito ficticiamente um novo presidente para o período de 1962 a 1967, o coronel Julio Adalberto Rivera.

## Guerra do futebol e a guerra civil
Ao coronel Rivera suceda na Presidência da República o coronel Fidel Sánchez Hernández (1º de julho de 1967 a 1º de julho de 1972).
A crise econômica e a superpopulação de El Salvador obrigou mais de 300.000 salvadorenhos a emigrarem ao longo das décadas de 1950 e 1960 para a vizinha República de Honduras. Quando o governo deste país promoveu um programa de reforma agrária em 1969, muitos imigrantes, obrigados a abandonar as terras que haviam ocupado, tiveram que retornar a El Salvador. A tensão entre as populações dos dois países culminou em 14 de julho de 1969 com um grave conflito, que tomou como pretexto uma partida de futebol entre as seleções das duas nações. Somente depois da chamada "Guerra do Futebol" ou "Guerra das Cem Horas", responsável por mais de cinco mil mortes, a Organização dos Estados Americanos (OEA) conseguiu uma trégua com a criação de uma zona desmilitarizada (1971).

Carlos Humberto Romero, presidente de El Salvador (1977).

A revolução cubana de Fidel Castro e a guerrilha de esquerda nos outros países da América Central haviam empurrado o exército salvadorenho firmemente para a direita. O governo do coronel Fidel Sánchez Hernández terminou em julho de 1972. Nas eleições presidenciais, é imposta a candidatura do coronel Arturo Armando Molina, contra a opinião majoritária do partido oficial e dos membros do exército (há anos, institucionalizara a prática de consultar o Exército quanto à designação dos candidatos oficiais à Presidência da República). A União Nacional Opositora (UNO) lança como candidato á presidência o democrata-cristão engenheiro José Napoleón Duarte. Em 1972, mesmo sob acusação de fraude, o coronel Arturo Armando Molina, do PCN, foi eleito presidente e empossado. Governou até 1977, quando o partido novamente venceu as eleições com o general Carlos Humberto Romero Mena.
O governo de Carlos Humberto Romero se caracterizou pela brutalidade repressive e por uma linha de ação ultradireitista. A combatividade popular não foi dobrada e, pelo contrário, determinou uma profunda crise no interior do governo e do Exército. A miséria no campo facilitou o surgimento de vários movimentos guerrilheiros de esquerda, que intensificaram-se a partir de 1979. Romero tentou levar a cabo o que denominou "diálogo nacional", que foi rejeitada tanto pelos partidos que participavam das eleições quanto pelas organizações populares armadas. Em 1980 alguns dos grupos guerrilheiros se uniram para formar a Frente Farabundo Martí pela Libertação Nacional, ou FMLN. Medidas repressivas, a campanha de terror patrocinada pela direita e a violação dos direitos humanos pelo exército durante os anos 70 e 80 foram documentadas por várias agências internacionais e o número de refugiados acarretou um grande problema.

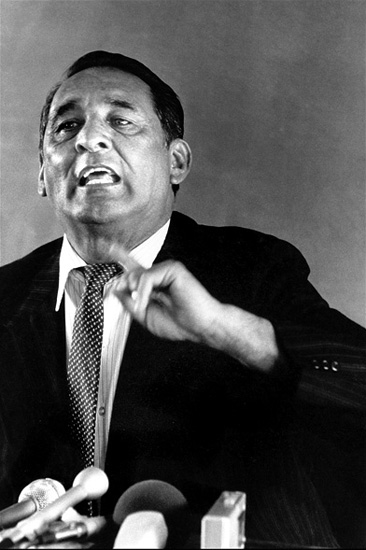
José Napoleón Duarte.

Em 15 de outubro de 1979, uma junta cívico-militar derrubou o presidente Carlos Humberto Romero e assumiu o poder. A Junta Revolucionária de Governo, integrada pelos coronéis Jaime Abdul Gutiérrez e Adolfo Arnoldo Majano e 3 (três) civis, Guillermo Manuel Ungo (MNR), Román Mayorga Quiroz (reitor da Universidade Católica - UCA) e Mario Andino (representante do empresariado médio), entretanto, não foi capaz de controlar a situação, unificar o país ou derrotar as guerrilhas, que controlavam parte do país.

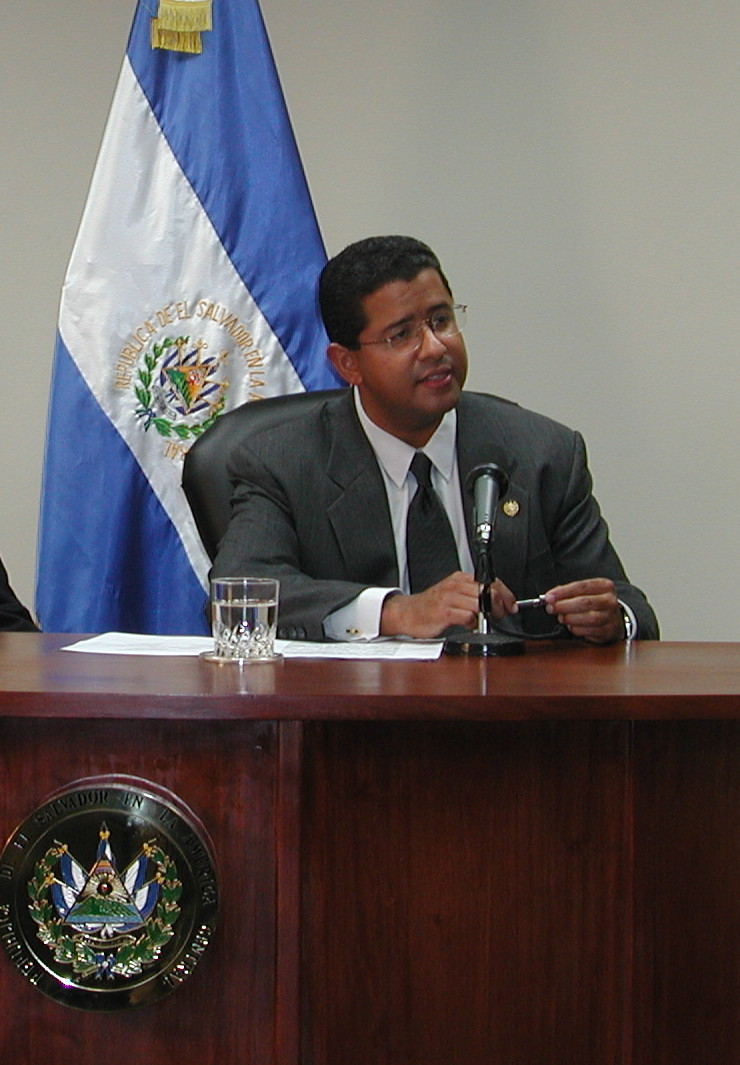
Francisco Flores Pérez (1999-2004), ex-presidente de El Salvador.

Em março de 1980, quando rezava uma missa, foi assassinado o bispo de San Salvador, Oscar Romero, uma das 22.000 vítimas da violência política naquele ano. Em dezembro, com apoio dos democrata-cristãos, de alguns setores das forças armadas e dos Estados Unidos, foi eleito presidente José Napoleón Duarte, reeleito em 1982 e em 1984. Duarte tentou sem resultado a paz com a guerrilha. Em 1983, a guerrilha controlava diversas áreas do país, e os Estados Unidos aumentaram a ajuda militar ao governo. Em 1987, firmou um plano de paz para a região, assinado por outros presidentes de países vizinhos (Costa Rica, Guatemala, Honduras e Nicarágua). Em 1988, o vice-presidente Rodolfo Castillo assumiu em lugar de Duarte, enfermo com câncer.
Nas eleições de 1989, a Aliança Republicana Nacionalista (Arena), de extrema direita, obteve a maioria da Assembleia Nacional e seu líder, Alfredo Cristiani Burkard, elegeu-se Presidente da República. No ano seguinte, o grupo guerilheiro de extrema esquerda FMLN (Frente Farabundo Marti de Liberación Nacional) e o governo iniciaram negociações para a paz sob mediação da ONU. O secretário-geral da ONU, Pérez de Cuellar, empreendeu conversações de paz durante o ano de 1991. Em 31 de dezembro de 1991 foi assinado em Nova York um acordo de paz. As recomendações do Secretário-geral das Nações Unidas começaram a ser implementadas com sucesso em 1992, pondo fim a cerca de 12 anos de guerra civil que custou cerca de 75.000 vidas. No fim da década de 1990, a Frente Farabundo Martí, transformada em partido político de esquerda, passou a conquistar grande espaço no legislativo, rivalizando com a Arena. Nas eleições de 1994, acompanhadas por observadores da ONU, foi eleito presidente da República o candidato direitista Armando Calderón Sol (Arena) com a árdua tarefa de reconstruir a economia do país e cicatrizar as feridas da guerra civil. Em março de 1999, Francisco Flores Pérez, candidato da Arena à presidência do país, derrotou o ex-líder da guerrilha durante a guerra civil de El Salvador (1979-1992), Facundo Guardado, da FMLN. Flores tomou posse, para um mandato de cinco anos, em 1º de junho de 1999, sendo sucedido em 2004 por Elías Antonio Saca, também da Arena.

## Ver Também
- Guerra Civil de El Salvador
- Óscar Romero
- Dorothy Hennessey[1]